# 마르크스주의 법학
마르크스주의 법학(Marx主義法學)은 넓게 보아 유물론적 변증법에 입각해서 법을 인식하려는 학문 경향이다. 이러한 경우에는 법을 사회 전체와 관련하여 파악하며, 사회의 물질적인 생산력에 조응(照應)하는 생산관계를 토대로 해서 그 위에 뻗쳐오르는 상부 구조로서 법을 이해하고 있고, 사회의 발전에서 계급적인 대립 투쟁의 소산으로서 법의 내용을 이해하는 태도를 취한다.
그러나 이러한 마르크스주의 법학에도 발전이 있다. 마르크스·엥겔스의 고전적 이론이, 원시 공동체에서 계급 사회로 이행이 국가와 법을 낳게 한 것이며, 국가와 법은 그때그때의 지배 계급이 피지배 계급을 지배·억압하기 위한 기관·도구에 불과한 것이며, 계급 대립이 완전히 소멸될 때―공산주의 사회가 실현될 때― 국가와 법도 사멸된다고 설명하고 있으며, 오로지 자본주의 사회의 법제도에 대한 부정적·비판적 무기로서 기능을 가지고 있다.
그에 반해, 사회주의적 현실에 의해서 새로운 과제 앞에 세워진 소비에트법학은 이 고전적 이론에 의거하면서도 사회주의 체제를 확보하기 위한 적극적 평가로 바뀌었고, 법은 그 발전의 최고의 단계에 고양(高揚)한다고 주장하기에 이르렀으나, 또다시 그 후에 국가의 군사적·방위적 기능, 경제적·조직적 기능, 문화적·교육적 기능을 높이기 위한 목적을 가지고 합법성의 의의를 강조할 뿐만 아니라, 시민의 여러 권리를 옹호하기 위해서도 합법성의 의의를 강조하게 되었다.

## 같이 보기
- 마르크스주의
- 사회주의